# 黃腹旱獺
黃腹旱獺在旱獺屬中屬於大型粗壯健全的土撥鼠，原產於加拿大西南部和美國西部的山區，包括落磯山脈、內華達山脈和華盛頓州的瑞尼爾山，通常居住在海拔 6,500英尺（2,000） 以上。毛皮主要為棕色，尾巴深色濃密，胸部黃色，眼睛間有白色斑毛，重約 5（11磅）。牠們生活在最多20隻的集群地穴中，由一隻雄性統治。牠們是晝行性的，以植物、昆蟲和鳥蛋為食。從 8～9 月開始冬眠持續整個冬季。

## 描述

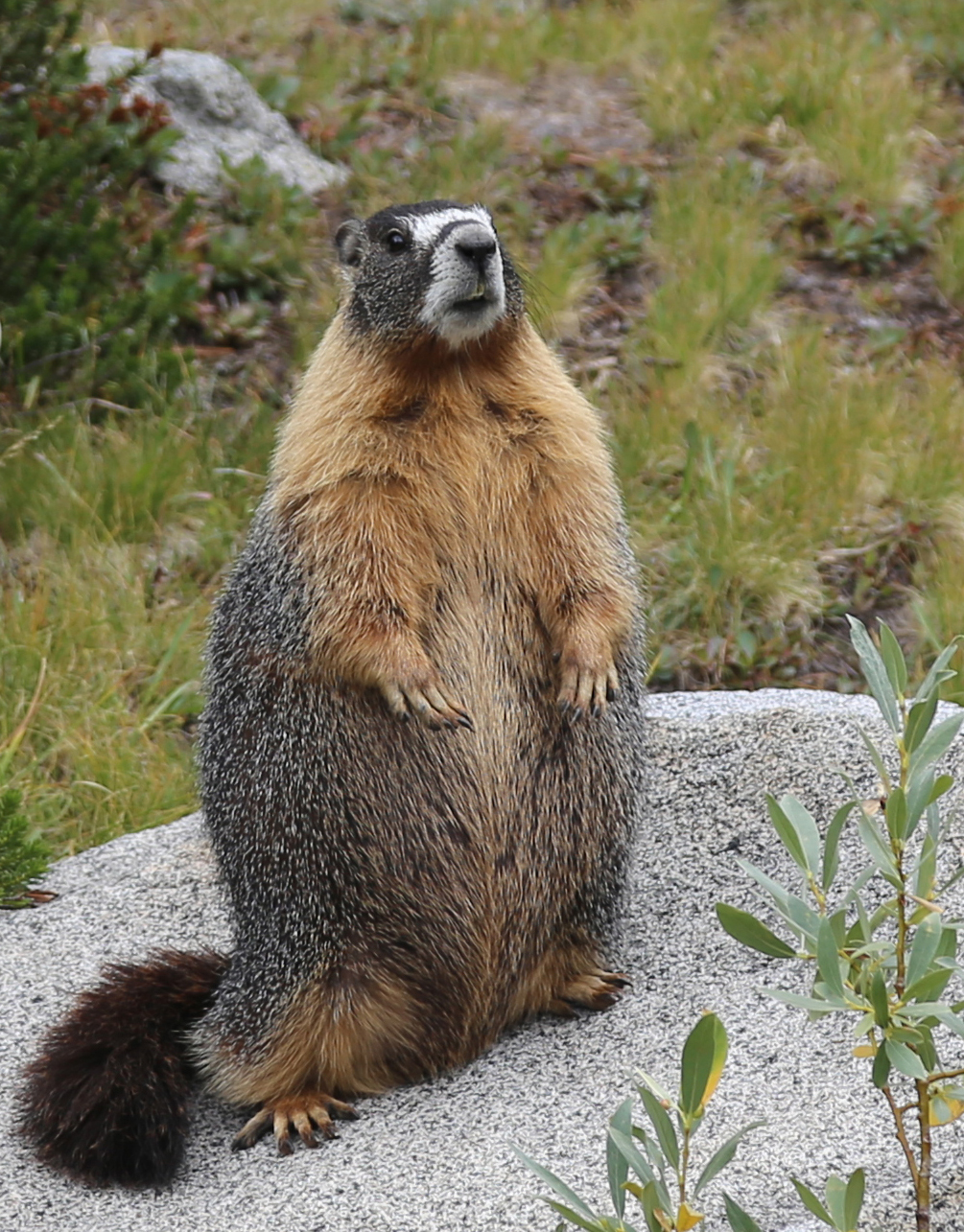
兩足站立的黃腹旱獺，於加州安塞爾·亞當斯莽原區

成年黃腹旱獺體重約 1.6—5.2（3.5—11.5磅），雄性一般較雌性重。一年之中體重變化十分大，與早春時體重最輕，晚秋時體重最重。成年雄性體重約為 3—5（6.6—11.0磅） 而成年雌性約為 1.6—4（3.5—8.8磅）。體長約為 47—68 cm（19—27英寸） ，擁有一條長 13—21 cm（5.1—8.3英寸） 長滿蓬鬆毛的尾巴，後腳長 7—9 cm（2.8—3.5英寸）。

## 外部連結
- 維基物種上的相關：黃腹旱獺
- . ITIS.   [18 March 2006].